# Siněvir
Siněvir či Sinovír (ukrajinsky Синевир, Synevyr, rusky Синевир, Siněvir) je jezero na Ukrajině. Je největší v Ukrajinských Karpatech a zároveň největší a nejvýše položené horské jezero na Ukrajině. Nachází se v okresu Chust Zakarpatské oblasti. Je součástí národního přírodního parku Siněvir. Má rozlohu 4,2 ha a leží v nadmořské výšce 989 m nedaleko obce Siněvirská Poljana. Průměrná hloubka je 8 až 10 m a maximální až 22 m. Jezero vzniklo sesuvem. Uprostřed jezera leží také malý ostrov.

## Vodní režim

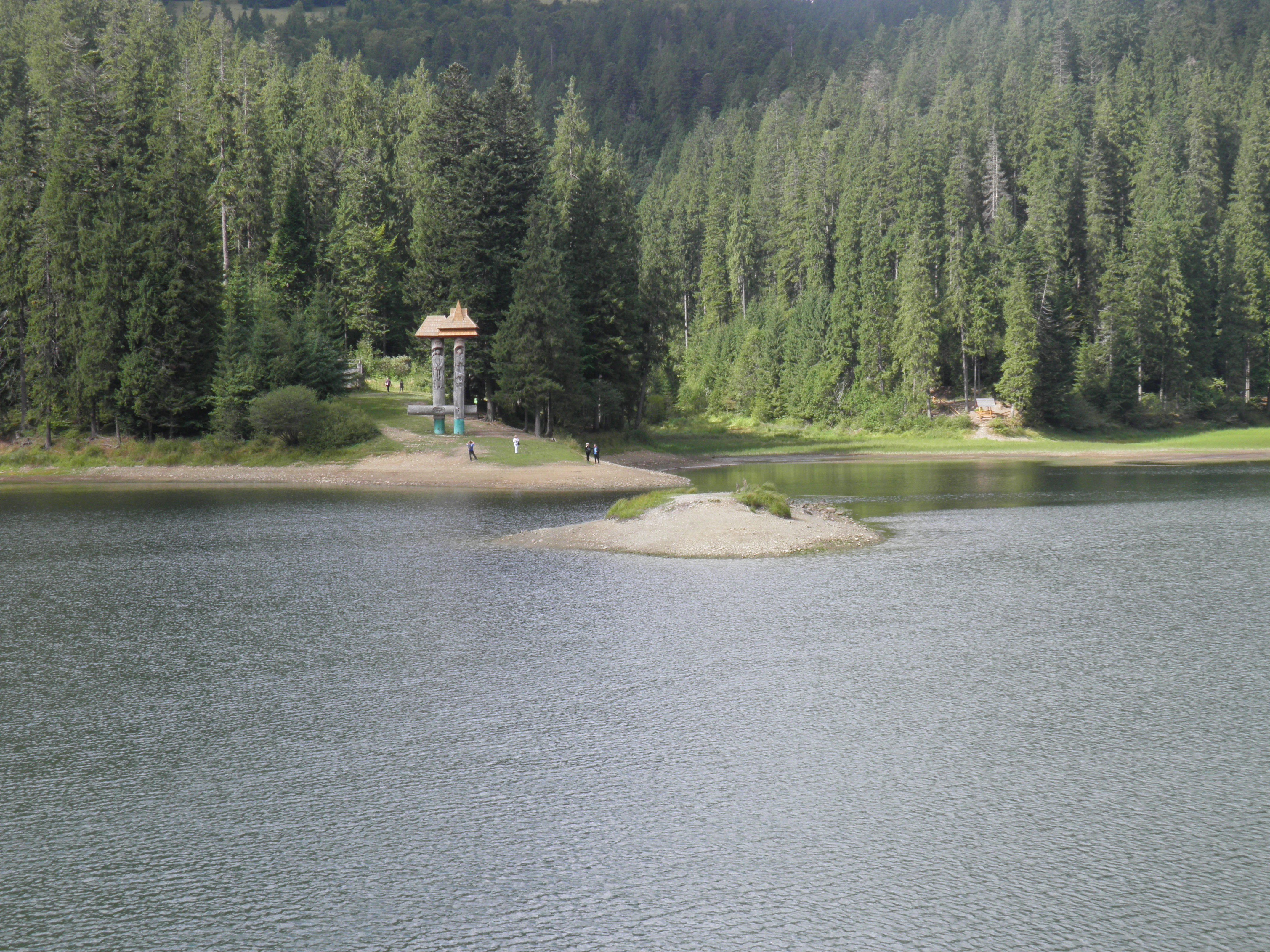
Pohled na jezero s plastikou Siň a Vira a s ostrůvkem, který je podle pověsti zbytkem mohyly Virova hrobu

Vodu do jezera přivádějí tři potoky. Odtéká z něj potok, který ústí do řeky Terebly (přítok Tisy).

## Turistika
Díky dobrému dopravnímu spojení je jezero Siněvir jednou z nejnavštěvovanějších turistických lokalit na Zakarpatské Ukrajině. K místním turistickým atrakcím patří např. jízda na tradičních vorech po jezeře. Jezero leží jen asi 25 km od obce Koločava, vyhledávané turisty z Česka.

## Pověst o vzniku jezera

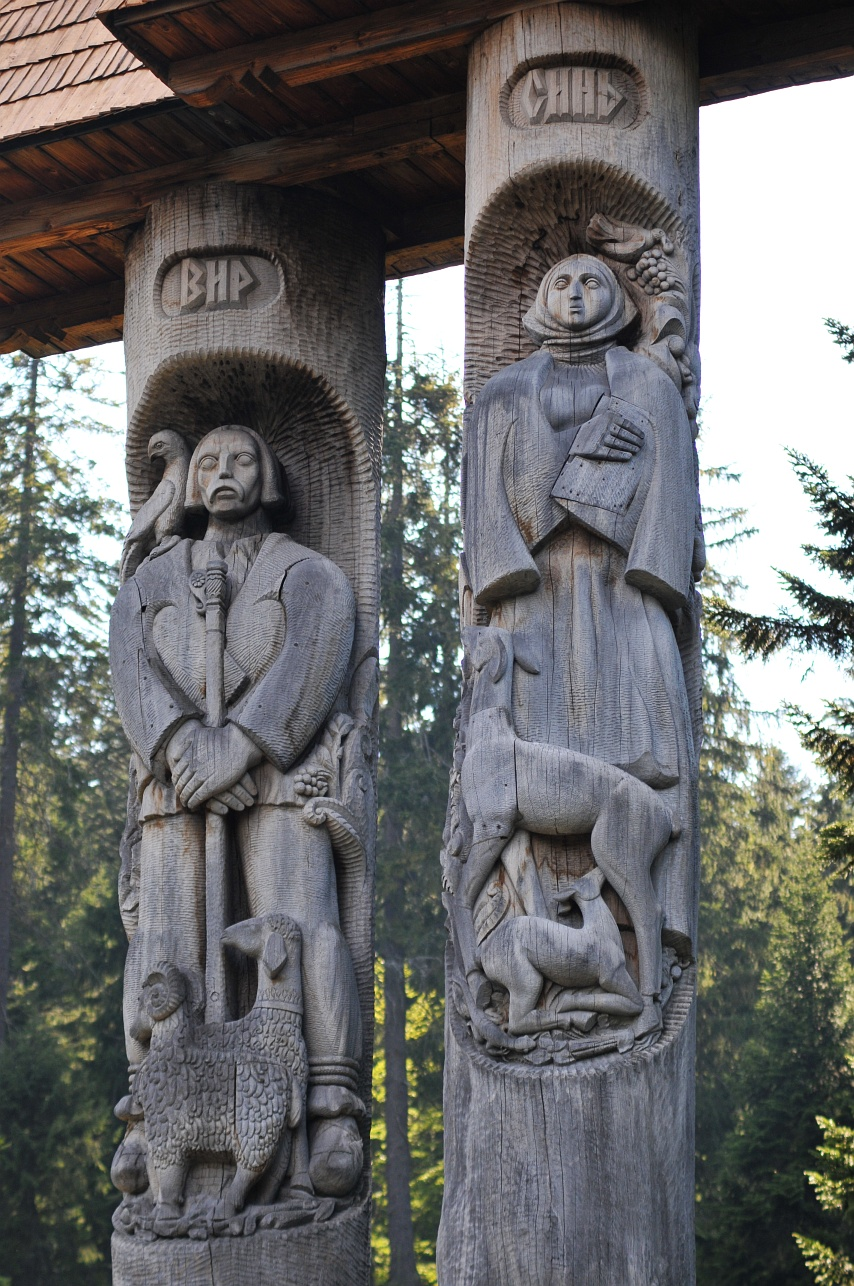
Dřevěná plastika Siňi a Vira

Podle pověsti měl být Vir mladý a chudý horal, který se zamiloval do krásné dívky jménem Siň. Její rodiče však lásce nepřáli a nechali mladého horala zabít. Siň potom na jeho hrobě tak dlouho plakala, až naplakala celé jezero vody. Ostrov, který je uprostřed jezera, má být zbytkem mohyly Virova hrobu. V současnosti stojí u jezera dřevěná plastika od I. V. Brovdiho a M. M. Sanina, zobrazující Siň a Vira jako horalku a pastevce.